# Renfe série 278
La série 278 de la Renfe (originellement dénommée série 7800) est une série de 29 locomotives électriques de conception américaines construites à partir de 1954. Elles étaient affectées à la traction de trains de marchandises alors que l'électrification du réseau progressait.
Elles se distinguent par leurs trois bogies à deux essieux qui les rendaient plus agressives pour la voie que leurs homologues des séries 276 ou 277.
Elles ont été financées en partie par les États-Unis en contrepartie de l'installation de bases militaires sur le territoire espagnol.